# Wolfgang G. Bühler
Wolfgang G. Bühler (* 26. Januar 1957) ist ein deutscher Maler und Zeichner. Seine Werke wurden in zahlreichen Ausstellungen präsentiert und sind in öffentlichen und privaten Sammlungen im In- und Ausland zu sehen. Bühler beschäftigt sich insbesondere mit Oberflächenstrukturen, die mit mineralogischen, geologischen und geographischen Gegebenheiten korrespondieren, diese aber nicht abbilden.

## Leben
Bühler studierte ab 1980 an der Akademie der bildenden Künste Nürnberg bei Günther Voglsamer und Oskar Koller. 1983 erfolgte seine Ernennung zum Meisterschüler. 1986 beendete Bühler das Studium mit Auszeichnung. 1989 erhielt er den Debütantenpreis des Bayerischen Staatsministeriums für Wissenschaft und Kunst. Ab 1997 nahm er einen Lehrauftrag an der Werkbund-Werkstatt-Nürnberg wahr. 1998 wurde er mit dem Wolfram-von-Eschenbach-Kunstförderpreis des Regierungsbezirks Mittelfranken ausgezeichnet. 2010 erhielt er den 1. Preis beim Kunstpreis der Nürnberger Nachrichten.

## Werkgenese und Materialien
Nach Anfängen mit konstruktivistischen und expressionistischen Großformaten sowie mit von Kalligraphie beeinflussten Zeichnungen (bis 1985) widmet sich Bühler der gegenstandslosen Kunst, insbesondere der Farbflächenmalerei und bereits ab Mitte der 1980er Jahre der Farbe als Oberflächenmaterie, seinem eigentlichen Thema. Zunächst entstehen kleinformatige Monotypien. Es folgen Acryl-/Pigmentbilder auf größeren Leinwänden; der Künstler wendet sich nun schon der dreidimensionalen Oberflächendarstellung zu. Es entstehen Farb- und Pigmentakkumulationen in mehreren Schichtaufträgen; körnige Strukturen und Pigmentverdichtungen werden durch Kratzen und Bearbeiten mit Spachteln und Schraubenziehern, auch durch Leinwandapplikationen, zu ersten Oberflächenlandschaften gestaltet. Farb- und Lichtreflexe in geometrischen Rahmenformen überraschen mit neuen Wahrnehmungsmöglichkeiten von vermeintlich monochromen Inszenierungen des Materials Farbe (1992). Bis zu reliefartigen Oberflächengestaltungen in Acryl/Pigmentaufträgen führt nun der künstlerische Weg Bühlers. Farblich bewegt er sich in erdigen, auch gesteins- und erosionsgeprägten, eher verhaltenen, doch immer nuancenreichen Tönen. Feinabstufungen werden auch durch Lichtbrechungen an den plastischen Oberflächen erreicht. Rostiges Metall, Fels und Stein werden gewöhnlich als Beschreibungskürzel der Werke Bühlers herangezogen. Daneben entstehen durch Auswaschungen geprägte, überwiegend helle Aquarellfarblandschaften auf Büttenpapier („Begegnung“ 1997), eine Technik, die sich als zukunftsweisend bewährt, als Bühler eine Allergie gegen die von ihm bislang als Hauptgestaltungsmittel verwendeten Farbpigmente entwickelt.
Die nun entstehenden Mischtechniken auf Kupferdruckpapier werden durch Falten, Knittern und Wieder-Glätten der Bildträgeroberfläche weiterentwickelt („Verlorene Entdeckungen“ 1999). Mehrere Farblasurschichten werden aufgetragen und verbinden sich mit diesen Strukturen zu vielschichtigen Farbflächen, die an mineralische oder biomorphe Naturgegebenheiten wie Rinde, bemooste Steine, Sand- und Steinflächen erinnern, oder wie die Betrachtung von Planeten und Gestirnen aus großer Höhe anmuten („Mondausbrüche“ 2001, „Erdenleben“ 2002).
Im Folgenden führt Bühler seine ungegenständliche Lasurtechnik fort, es entstehen Arbeiten, in denen dünne Acrylfarbaufträge mit Hilfe von Polyethylen Folie weiter bearbeitet werden. Die Folie wird auf die Farbschichten gedrückt, hineingeknittert, etwaige Luftblasen werden verschoben oder nicht; auf den Lasuren trocknet die Folie leicht an, bevor sie wieder entfernt wird. Bis zu 18 Lasuren übereinander ergeben organisch wirkende Farbflächen von erstaunlicher Tiefe. Konsequent auf seinem Weg bleibend überschreitet Bühler dennoch mit Leichtigkeit die Grenze zum Gegenständlichen, indem er ab 2007/2008 Gebirgslandschaften produziert: „Farbe und Struktur werden als Berg verbildlicht“ (Bühler). Halb unbewusst zog er eine Horizontlinie durch eine seiner Oberflächenlandschaften, es entstanden unter anderem die Serien „silberhelldunkelweit“ (2007) und „graulanderdenhoch“(2010, eine Arbeit aus dieser Serie wurde mit dem Kunstpreis der Nürnberger Nachrichten, Platz 1, ausgezeichnet). Sie sind nicht als Abbildungen realer Landschaften zu verstehen. Die Landschaften sind als bloße Malerei zu verstehen, die der Wahrnehmung Mikrostrukturen und Farbverläufe anbieten. Bühler selbst hierzu 2010: „Das Bild selbst ist eine parallele Landschaft zur Welt, und nicht deren Abbildung“. Neben Großformaten in Acryllasurtechnik auf Leinwand entstehen Aquarelle und Tuschearbeiten zu diesem Thema, später auch kleine Tafelbilder in Öl (forcella I und II, ab 2011). Ab 2015 ist in Bühlers schaffen eine gegenläufige Tendenz zu beobachten: Die Landschaften verschwinden hinter Nebel (Nebbilo, 2015) oder werden zugunsten der Strukturdarstellung quasi herangezoomt, so dass die Rückkehr zur Farbflächenmalerei bis auf wenige Bildeinschnitte beinahe wieder vollzogen ist (Alta via, 2017). Neuerdings entstehen Tuschearbeiten auf Papier.
Der begeisterte Bergsteiger Bühler macht im Gebirge vor allem Farbbeobachtungen und lässt sich von kargen, zerklüfteten und erodierten, fast lebensfeindlichen Flächen inspirieren. Er bezeichnet sich selbst jedoch als Ateliermaler; nur sprachlich hält Bühler sein Naturerleben, bevorzugt in den Dolomiten, fest, um es im Atelier in Farbmaterial umzusetzen, nicht mimetisch nachzuahmen.
Inspiration und namensgebender Impuls der zumeist seriellen Arbeiten kommt für Bühler neben dem Naturerleben immer auch aus der ethnischen Literatur oder der modernen Wortkunst, welche den Wortklang über die semiotische Bedeutung stellt. So entstand die in ihrer Formensprache den Beschreibungen des Schwertes Siegfrieds in den Nibelungen angenäherte Serie „Balmung“ (1988) sowie „Tronje/Hagen I und II“. Diese großflächigen, nur auf den ersten Blick monochromen Bilder sind als öffentlicher Durchbruch des Künstlers anzusehen. Auf die Tiroler Sagen von „König Laurins Rosengarten“ sind die „Tafelstücke aus dem Rosengarten“ (1993 ff.) bezogen; hier lässt die fast dreidimensionale Oberflächenstruktur Assoziationen an Gebirgslandschaft, Geröll, Felswände oder erosionsgeprägte Berghänge zu, das Bildthema bleibt jedoch hinter der Selbständigkeit der ganzflächig-abstrakt auf Leinwand aufgetragenen Farbe zurück. Das treffende Erfassen vielschichtiger Stimmungsdarstellungen, welche Wortkompositionen der Dichterin Friderike Mayröcker ermöglichen, inspirierte Bühler dazu, seinen ab 2007 entstehenden Papierarbeiten ihrer Farbkomposition und Wirkabsicht entsprechende Titel beizugeben: „silberhelldunkelweit“ (2007), „graulanderdenhoch“ (2009) u. a. (siehe Werkverzeichnis). Im Folgenden verknappen sich Titel und Serienbezeichnung in einzelne, assoziationsfördernde Worte, zumeist aus der italienischen Sprache, welche die autonomen Bildwirklichkeiten imaginären Landschaften annähern „forcella I und II“ (ab 2011), „Alta via“ (2017).

## Ausstellungen (Auswahl)

### Einzelausstellungen
- 2024: kristallsilberfelsenbleich, Messner Mountain Museum, Firmian, in Kooperation mit der Bode Galerie & Edition[1]
- 2019: erdenockersilbergrau, VonDerAlm-Kunstmühle, Memmingen
- 2019: erdenockersilbergrau, Galerie Schmidt+Schütte, Köln
- 2014: Stadtlandschaften-Landschaftsbild, zus. mit G. Salzmann, Galerie Rieder München
- 2012: forcella II, Städt. Galerie, Schwabach
- 2011: graulanderdenhoch, MuseumOttoSchäfer, Schweinfurt-Kunstkontor Westnerwacht, Regensburg-Galerie13, Freising
- 2011: Höher-Weiter, Galerie Rieder, München
- 2011: forcella, Galerie Schütte, Essen
- 2010: graulanderdenhoch, Galerie Lutz, Nürnberg
- 2010: erdengrausatthochblau, zus. mit Birgit Bossert, S-Galerie, Nördlingen
- 2009: himmelgrauschattenblau, Kunstmuseum Bayreuth
- 2008: Horizont, Kunstkontor Westnerwacht, Regensburg
- 2007: Landschaft-silberhelldunkelweit, Galerie Rieder, München
- 2005: Panorama, Galerie13, Freising-Kunstkontor Westnerwacht, Regensburg-Galerie Neuendorf, Memmingen
- 2003: Liebe Erde, zus. mit W.Seierl, Galerie Rieder, München
- 2002: Erdenleben, Kunstkontor Westnerwacht, Regensburg
- 1999: Verlorene Entdeckungen, Galerie Marianne Meyer, Bayreuth – Galerie Schütte, Essen – SW Galerie, in Zusammenarbeit mit den Städtischen Sammlungen, Schweinfurt
- 1998: Landpapiere, Wolfram von Eschenbach Museum
- 1996: Zwischenzeit, Galerie Schütte, Essen-Galerie Neuendorf, Memmingen-Galerie Rieder, München
- 1995: Neue Arbeiten, Galerie Schütte, Essen-Galerie Thurnhof&Edition, Horn(A)
- 1994: Tafelstücke aus dem Rosengarten, Städt. Sammlungen, Schweinfurt
- 1994: Bildorte, Galerie Marianne Meyer, Bayreuth – Galerie Pospieszcyk, Regensburg
- 1993: Tafelstücke aus dem Rosengarten, Albrecht-Dürer-Haus, Nürnberg
- 1992: Bilder und Zeichen, Galerie Schütte, Essen
- 1991: Bilder und Zeichen, Stadtmuseum, Nürnberg-Galerie Pospieszcyk, Regensburg
- 1991: Neue Arbeiten, Stadtgalerie, Ahlen(NRW)
- 1989: Kohlenhof Ästhetische Transformationen, Nürnberg
- 1985: Galerie Neuendorf, Memmingen

### Ausstellungsbeteiligungen
- 2024: 40 Jahre Bode Galerie, Bode Galerie & Edition, Nürnberg
- 2017: Über alle Berge, Galerie Prisma, Bozen/Bolzano(I)
- 2017: Hydrophil, Galerie Schmidt und Schütte, Köln
- 2013: Kunstautomat, Kunstraum Strengasse, Nürnberg
- 2012: graulanderdenhoch, MessnerMountainMuseeum, Bruneck/Brunico (I)
- 2012: Farbe-Raum-Konzept, Galerie Schütte, Essen
- 2010: Triennale für zeitgenössische Kunst, Kunsthalle, Schweinfurt
- 2009: Kunstmesse ARTcologne, artKarlsruhe, mit Galerie Rieder
- 2009: Abstrakt-pur, Kunstmuseum, Erlangen
- 2009: Im Zeichen des Goldes, Schwabach
- 2008: ARTcologne, artKarlsruhe, Viennafair, KunstmesseMünchen, mit Galerie Rieder
- 2007: Landschaft-pur, Kunstmuseum, Erlangen
- 2004: Interferenzen, zus. mit H. Arnold u. Rainer Thomas, Kunstmuseum, Erlangen
- 2002: Positionen und Tendenzen, Kunsthalle, Nürnberg
- 2001: Kunst/Raum/Franken, Kunsthaus, Nürnberg
- 2000: NN-Kunstpreis, Germanisches National Museum, Nürnberg
- 2000: Linie-Form-Fläche, zus. mit H. Kobayashi und W. Seierl, Galerie Rieder, München
- 2000: Im Dialog: Justiz mit Kunst und Bauen, Oberlandesgericht, Bamberg
- 1998: Bayerische Kunst unserer Tage, Slowakische Nationalgalerie, Bratislava
- 1998: Stadthalle Memmingen, zus. mit K. Schneider u. P. Schwenk, Galerie Neuendorf, Memmingen
- 1997: Zeitgleich, zus. mit H. Lassen und Birgit Bossert, Kunsthaus, Nürnberg
- 1996: Vier und Sechs, Galerie Schütte, Essen
- 1995: Mosty, Galerie für zeitgenössische Kunst-Manes, Prag
- 1995: Farbe, Galerie Schütte, Essen
- 1995: Spektrum, Galerie Bernd Dürr, Nürnberg
- 1994: Mit dem Rücken zur Wand, Galerie Schütte, Essen
- 1994: art multiple, Messe Düsseldorf, Galerie Schütte
- 1993: Malerei und Skulptur, zus. mit Th.Barnstein und D.Schoen, Wessenberghaus, Kunstverein Konstanz
- 1993: art mutiple, Messe Düsseldorf, Galerie & Edition Bode, Nürnberg
- 1992: Fahnen für Jazz Ost-West, Meistersingerhalle, Nürnberg
- 1992: Diptychen und zweiteilige Arbeiten, Galerie Schütte, Essen
- 1991: Das Wesen des Schönen, Shiseido Galerie, Tokio
- 1990: 12Künstler, Eröffnungsausstellung Galerie Schütte, Essen
- 1989: Museumsgalerie Ar/ge Kunst, Bozen/Bolzano
- 1988: Bayerische Kunst unserer Tage, Echnaton Museum Kairo, Museum der Schönen Künste Alexandria

## Publikationen
- erdenockersilbergrau, 2020, Text: Dr. Sabine Kulenkampff, Reinhold Messner, Wolfgang G. Bühler,
- graulanderdenhoch, 2011, Text: Dr. Anna Scherbaum, Prof. Dr. Jens Kulenkampff, Hrsg.: Galerie Neuendorf, Memmingen – Galerie13, Freising – Galerie Rieder, München, Kunstkontor Westnerwacht, Regensburg – Galerie Schütte, Essen
- Landschaft – silberhelldunkelweit, 2007, Text: Dr. Jürgen Sandweg, Hrsg. Galerie Rieder, München
- Sammlungen, 2003, Text: Dr. Eva Caspers, Petra  Weigle, Botond, Nürnberg, ISBN 3-00-016107-4
- sechsundsechzig, Katalog zur Ausstellung der Bode Galerie & Edition, Text von Hans-Peter Miksch, Hrsg. Klaus D. Bode, Nürnberg 2023, ISBN 978-3-943800-38-8
- Verlorene Entdeckungen, 1999, Text: Andrea Brandl M.A. Hrsg.: Galerie Schütte, Essen
- Zwischenzeit, 1996, Text: Pia M. Grüber M.A., Erich Spiess M.A., Hrsg.: Galerie Schütte Essen
- Tafelstücke aus dem Rosengarten, 1993, Text: Mathias Mende, Dr. Erich Schneider. Hrsg.: Städtische Sammlungen, Schweinfurt – Städt. Museen, Nürnberg, ISBN 3-9802859-2-8
- Bilder und Zeichnungen, 1989, Text: Prof. G.Voglsamer, Dr. Eva Caspers, Dr. Hans Friedrich, Hrsg.: Bay. Staatsministerium für Wissenschaft und Kunst

## Ankäufe/Sammlungen
- Artothek, Nürnberg
- Artothek, Oldenburg
- Bayerische Staatsgemäldesammlungen, München
- Bayerische Vereinsbank, Nürnberg
- Bezirkskrankenhaus, Bayreuth
- BMW Technik GmbH, München
- Kreissparkasse, Nürnberg
- Kunstmuseum, Erlangen
- Landbauamt, Bamberg
- Landgericht, Freiburg
- Messner Mountain Museen, Brunico/Bruneck
- Nürnberger Hypothekenbank, Nürnberg
- Oberlandesgericht, Bamberg
- Sammlung Bezirk Mittelfranken, Ansbach
- Stadt Bayreuth
- Staatliche Fachhochschule, Nürnberg
- Stadtsparkasse, Nürnberg
- Stadtgeschichtliche Museen, Schwaz (A)
- Städtische Sammlungen, Schweinfurt
- Städtische Museen, Nürnberg
- Sparkasse, Essen